# Вольф, Эндре
Эндре Вольф (нем. Endre Wolf; 6 ноября 1913, Будапешт — 29 марта 2011) — шведский скрипач и музыкальный педагог родом из венгерских евреев.

## Биография
В 1936—1946 годах концертмейстер Гётеборгского симфонического оркестра, затем предпочёл сосредоточиться на сольной карьере и, позднее, на преподавании. Как солист был, в частности, первым исполнителем скрипичного концерта Эдмунда Раббры (1960). В 1958 году записал Концерт для скрипки с оркестром Иоганнеса Брамса (дирижёр Энтони Коллинз), ставший для британского лейбла World Record Club пробным камнем в экспериментах по развитию стереозаписи. Среди других записей Вольфа — Крейцерова соната Бетховена (1952, партия фортепиано Антуанетта Вольф).
В 1954—1964 годах преподавал в Манчестерском музыкальном колледже, в 1968—1983 годах — профессор Копенгагенской консерватории. Одновременно с 1959 года в музыкальном колледже Радио Швеции (в дальнейшем вошёл в состав Шведской высшей школы музыки). Вслед за Вольфом известным преподавателем этого колледжа стала и его манчестерская ученица Дженнифер Наттолл, вышедшая замуж за своего наставника. В 1999 году Вольф, Наттолл-Вольф и Ян Леннарт Хёглунд опубликовали книгу о работе колледжа под названием «Мы хотим воспитывать музыкантов, которые могут изменить положение» (швед. Vi vill skapa musiker som kan förändra situationen). Среди учеников Вольфа в Швеции была, в частности, Кайя Саарикетту.